# Vaidotas Abraitis
Vaidotas Blažiejus Abraitis (ur. 18 października 1942 w Kownie, zm. 22 października 2015 w Wilnie) – litewski inżynier i polityk, minister łączności i informatyki w 1996.

## Życiorys
W 1964 ukończył studia w Kowieńskim Instytucie Politechnicznym. W 1988 uzyskał stopień doktora habilitowanego nauk technicznych, a w 1991 został profesorem. W latach 1964–1994 pracował w państwowym instytucie naukowo-badawczym mikroelektroniki „Venta” na stanowiskach: inżyniera, naczelnego inżyniera, zastępcy dyrektora generalnego zjednoczenia naukowo-produkcyjnego ds. naukowych, dyrektora prac projektowych i badawczych.
Od 1994 był sekretarzem ministerstwa łączności i Informatyki. i marcu 1996 objął stanowisko ministra łączności i informatyki, które zajmował do grudnia 1996. W 1997 pełnił funkcję wiceministra. W latach 1997–2002 był naczelnym analitykiem i zastępcą dyrektora departamentu systemu informacyjnego w banku „Vilniaus bankas”, a w latach 2002–2003 naczelnikiem ds. inwestycji w Kolejach Litewskich. Od 2003 do 2008 pełnił funkcję wiceministra spraw wewnętrznych.